# 日野・メルファ
メルファ（MELPHA）は、ジェイ・バスが製造し、日野自動車が販売する観光・自家用向け中型バス車両。日野・レインボーの観光・自家用系の後継車種であるが、1990年発売の初代セレガと、セレガに合わせてデザインされたリエッセ（1995年発売）との統一感を図るため、日野自動車の観光・自家用バスシリーズとしてデザインが大きく変更されている。
多くが貸切バスや自家用バスとしての導入で、企業や店舗・施設などへの送迎バスとしても幅広く利用される。路線バスとして使用されることもあり、中鉄北部バスやあすか交通、日清観光、備北交通のように高速バスとして使用する事業者もある。また、市販バス車両では初となるプラグインハイブリッド車も開発されている。
統合車種のいすゞ・ガーラミオ共々、日本国内で製造される唯一の中型観光・自家用バス車両である。

## メルファ7

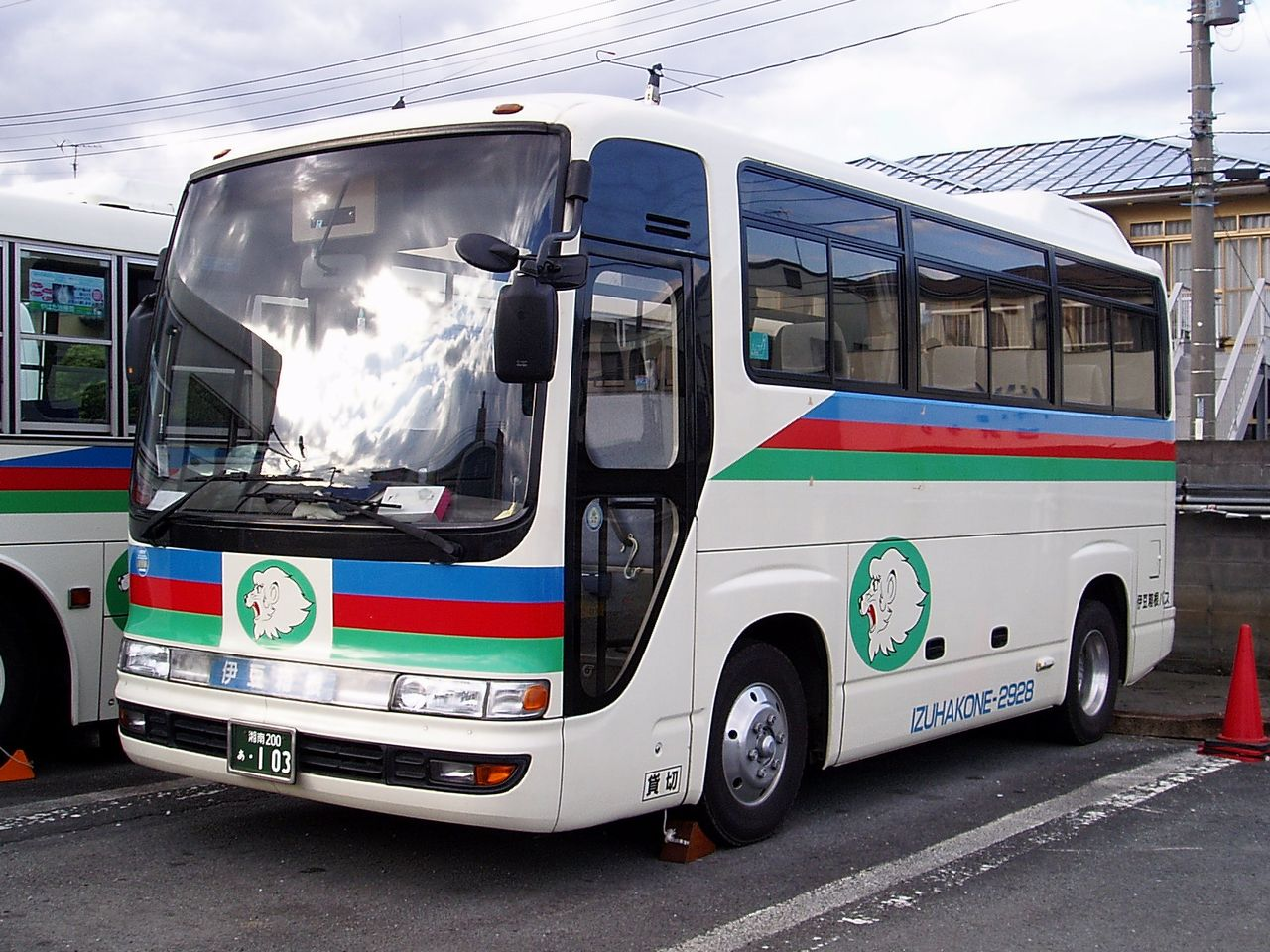
メルファ7（CH系）
KK-CH1JFEA 伊豆箱根バス

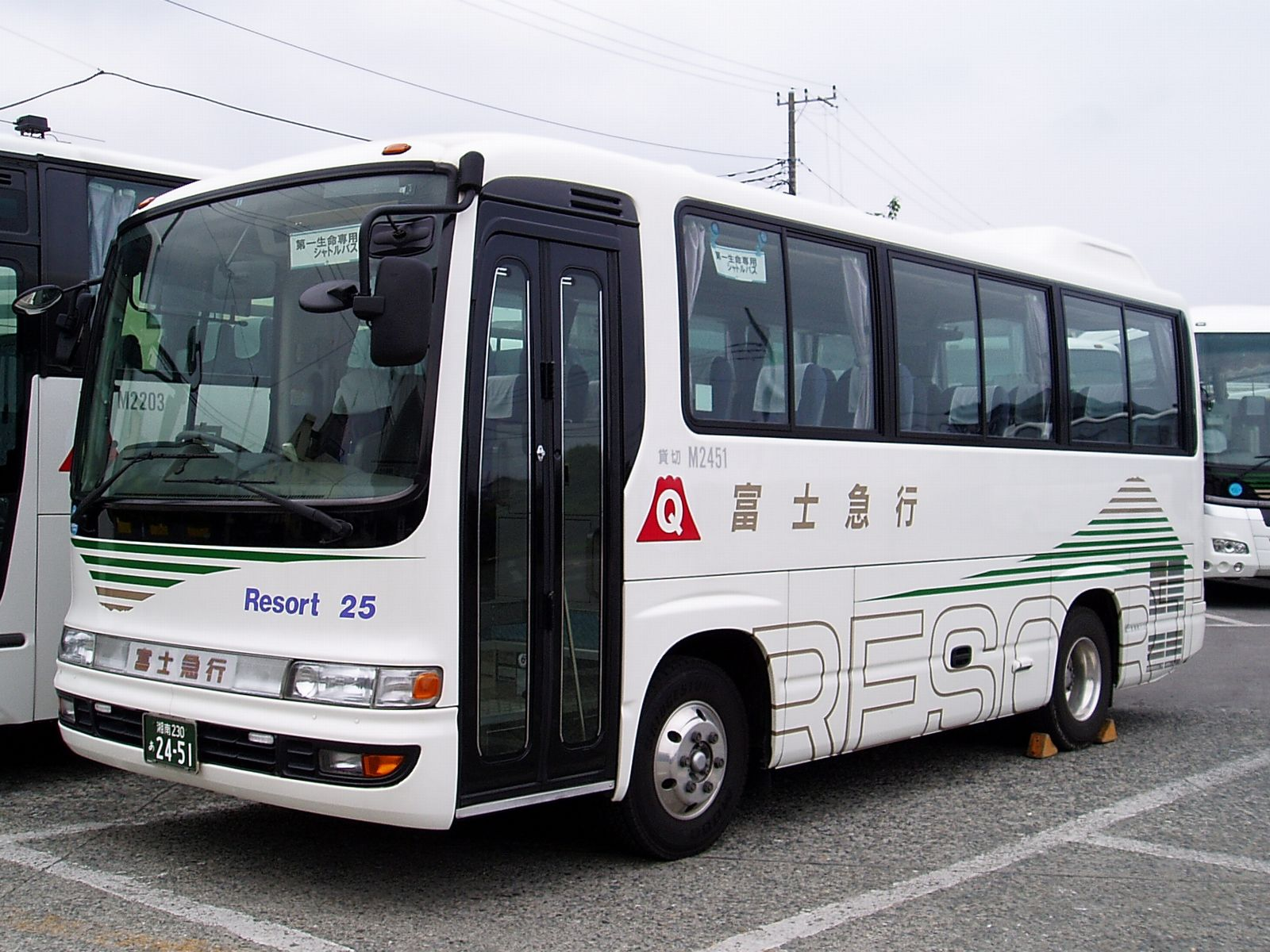
メルファ7（RH系）
KK-RH4JEEA 富士急湘南バス

1998年6月、レインボー7M・7W系の後継車種として発売された小型バス（マイクロバス）。当初は平成6年排出ガス規制（KC-）だったが、1999年には平成10年排ガス規制 (KK-) に適合した。キャッチコピーは「メルファ7は楽して楽しもうという寸法です」「エレガント・エスケープ」。
基本的な構造とラインナップは先代のレインボー7M・7Wと同じで、ハイデッカーのCH系とミドルデッカーのRH系の2タイプである。CH系はセンターアンダーフロアエンジン車であり、J08C型(直6無過給、162kW/220馬力)を搭載する。トランスミッションはFFシフト6速MT、パワーシフト6速MT、トルクコンバータ式5速ATの3種類から選択可能であった。RH系はリエッセRX系の拡幅版ともいえ、J05C型（直4ターボ付、129kW/175馬力)をリアに搭載している。トランスミッションはパワーシフト5速MTとトルクコンバータ式3速ATが設定されていた。
バスの分類としては小型バス（マイクロバス）となり、タクシー会社など小型限定免許を持つ事業者を主なターゲットとしたが、規制緩和によってバス事業が免許制から許可制へと変わったため、小型限定免許の業者が事実上なくなった。また客単価の下落から定員の少ないバスは敬遠される傾向が顕著となり、定員に対し車両価格が大幅に高いメルファ7はその存在意義の大半を失った。そのため平成15年排出ガス規制への適合を見送り、2004年で生産終了となった。
生産終了についてはかなり早い時期にメーカーからのアナウンスもあり、駆け込み需要も発生してモデルの復活を望む声が根強く、バスとしては異例とも言える市場再投入の本格的な検討がなされた。結果的には排出ガス規制適合にかかるコストが大きく、販売価格の大幅な上昇が避けられないためその価格帯での需要は極めて小さいと判断され、メルファ7の市場再投入は断念された。
同クラスの競合車種である三菱ふそう・エアロミディMJも2007年で生産終了となり、直接的な代替車種は存在しないが、既存のマイクロバスであるリエッセまたはリエッセII、9m中型バスのメルファが事実上の代替車種となる。

## メルファ9
1999年3月の平成10年排出ガス規制 (KK-) 適合時に、レインボーRR（観光・自家用系）の後継車種として発売された。
需要が限られるこのクラスのバスとしてはオプションの幅が広く、床高はミドルデッカーとハイデッカーの2種類、全長は8.5mと9mの2種類（ハイデッカーは9mのみ）、エンジンは220馬力のJ08Cと260馬力のJ08C-TIの2種類（ハイデッカーは260馬力のみ）が選択できた。また、空調はマニュアル式とフルオート式の2種類、エアコンはメインエンジン直結方式とサブエンジン方式が選択できた。トランスミッションは、FFシフト6速MT、パワーシフト6速MT、トルクコンバータ式5速AT（FFシフト以外は220馬力のみ）の3種類から選択可能だった。
グレードはハイデッカーがロイヤルサルーンEX、ミドルデッカーがリクライニングシートのスーパーデラックス、ハイバックシートのデラックス、ローバックシートのスタンダードが用意された。
「メルファ9」の名称は本モデルのみで、2004年以降はメルファにマイナーチェンジする形で「メルファ9」としては販売終了した。
型式は以下のとおり。
|                | WB4m       | WB3.5m     |
| -------------- | ---------- | ---------- |
| ハイデッカー   | KK-RR1JJFA |            |
| ミドルデッカー | KK-RR1JJEA | KK-RR1JGEA |

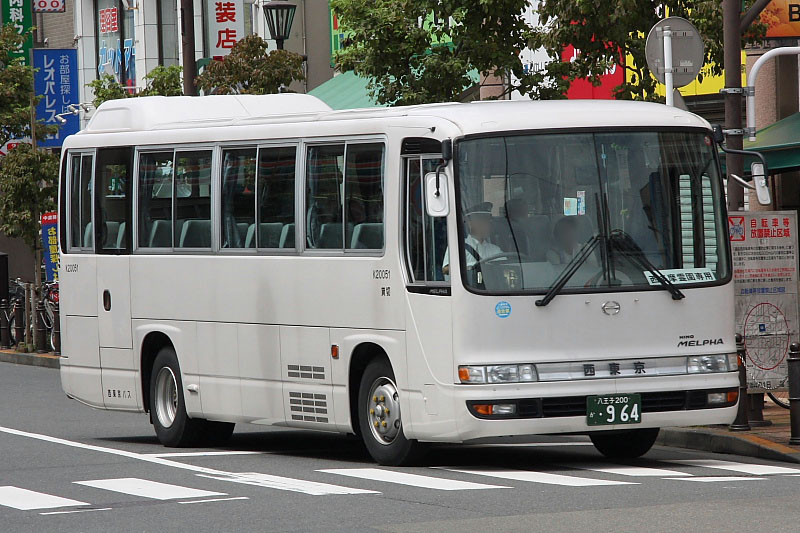
ミドルデッカー （KK-RR1JJEA） 西東京バス（元聖パウロ学園スクールバス）
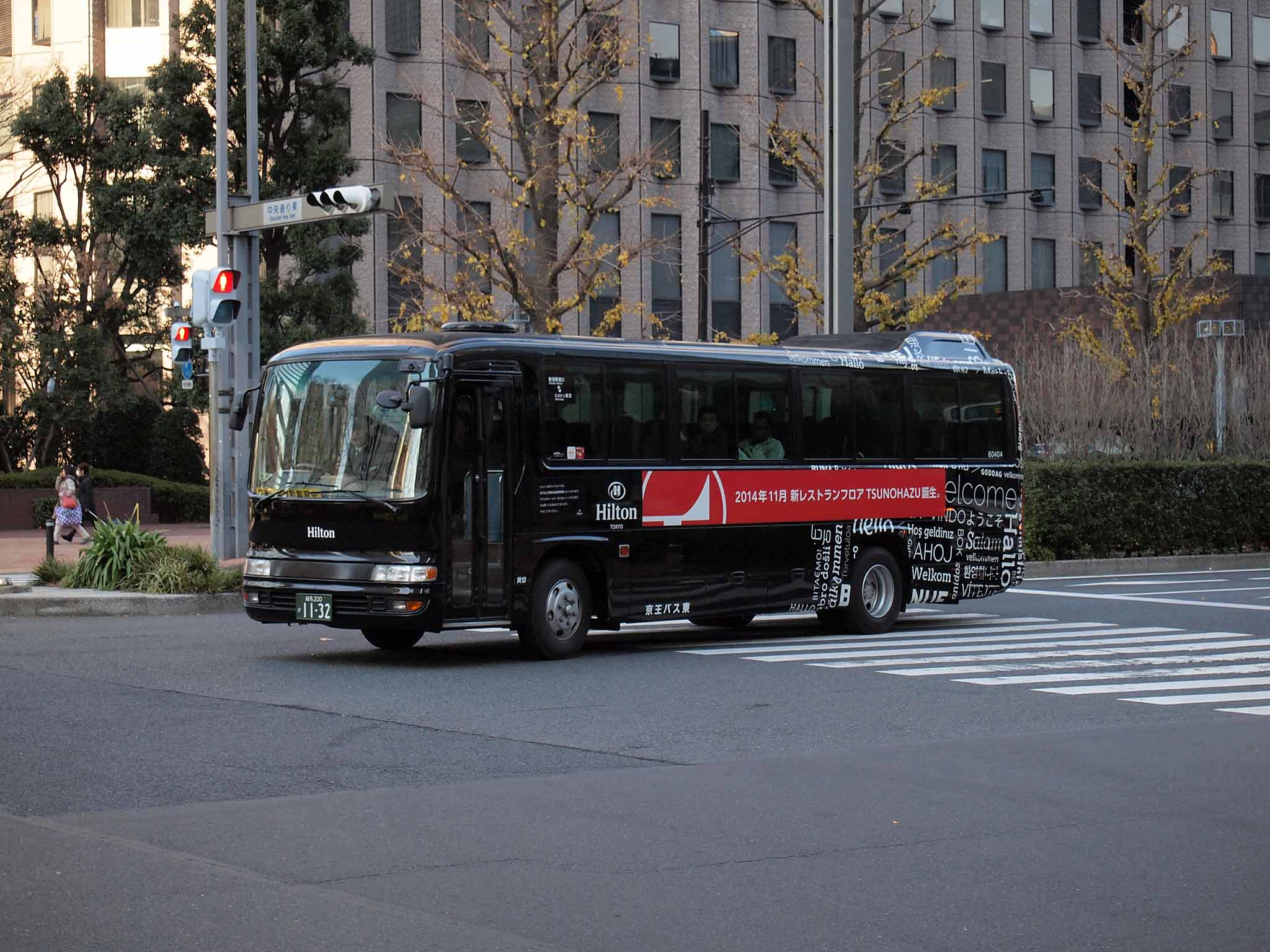
ミドルデッカー （KK-RR1JJEA） 京王バス東（ヒルトン東京シャトルバス）
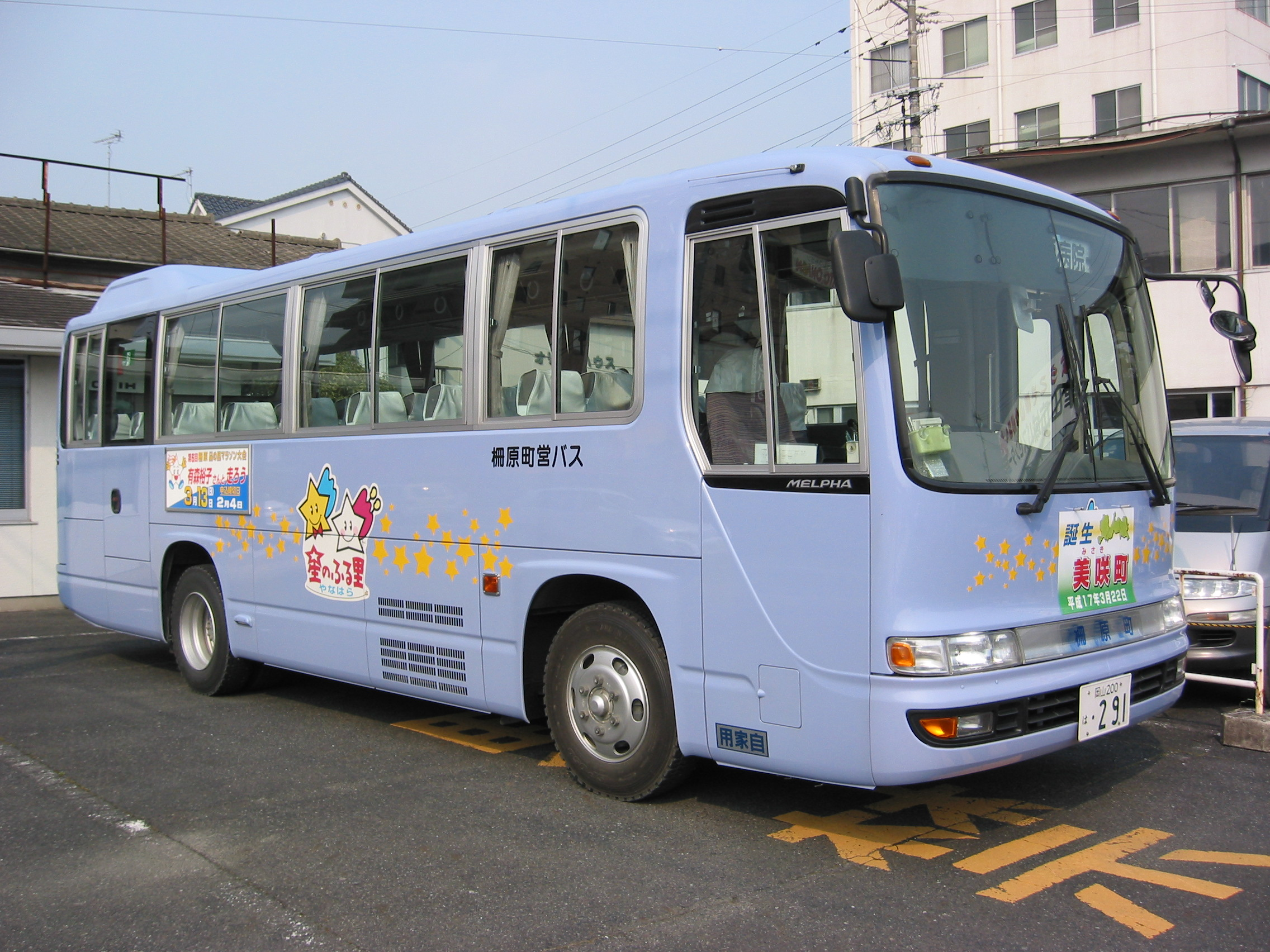
ミドルデッカー（KK-RR1JGEA） 柵原町（柵原町営バス）
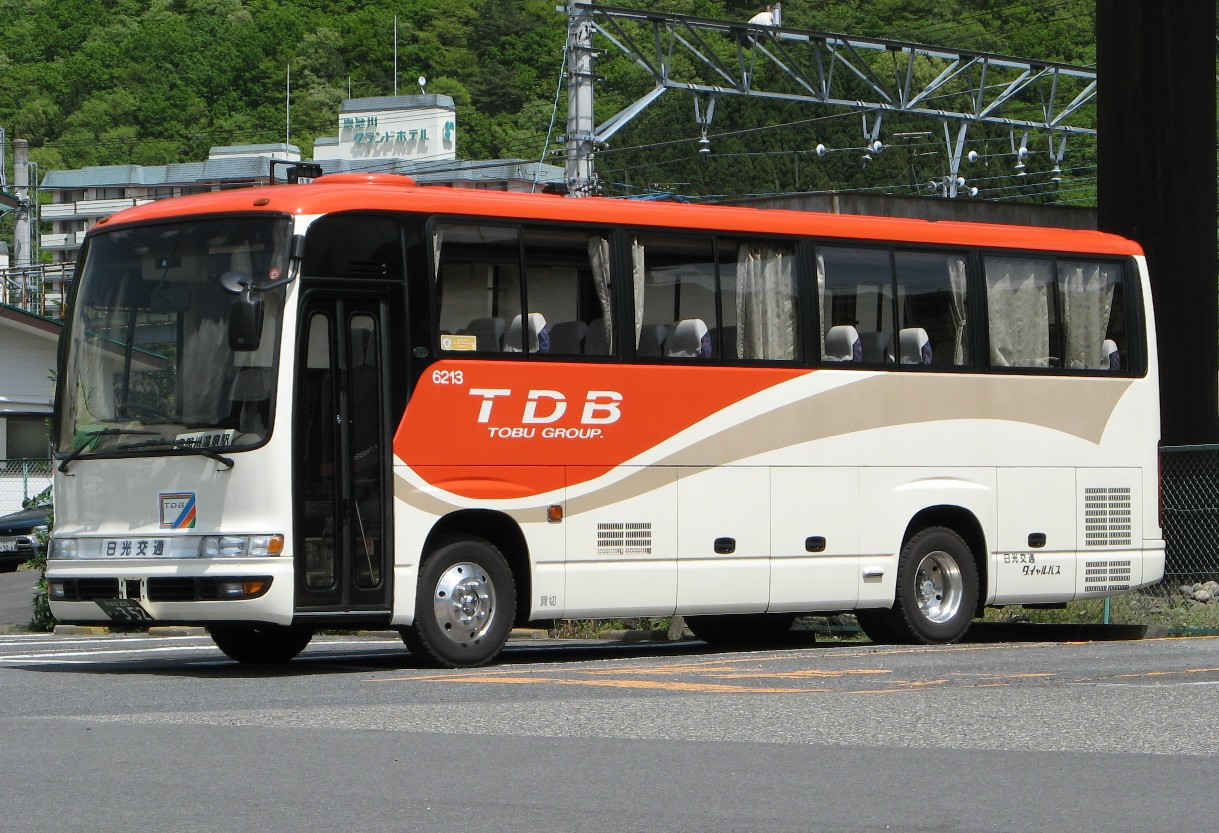
ハイデッカー （KK-RR1JJFA） 日光交通

## メルファ

### PB-RR系

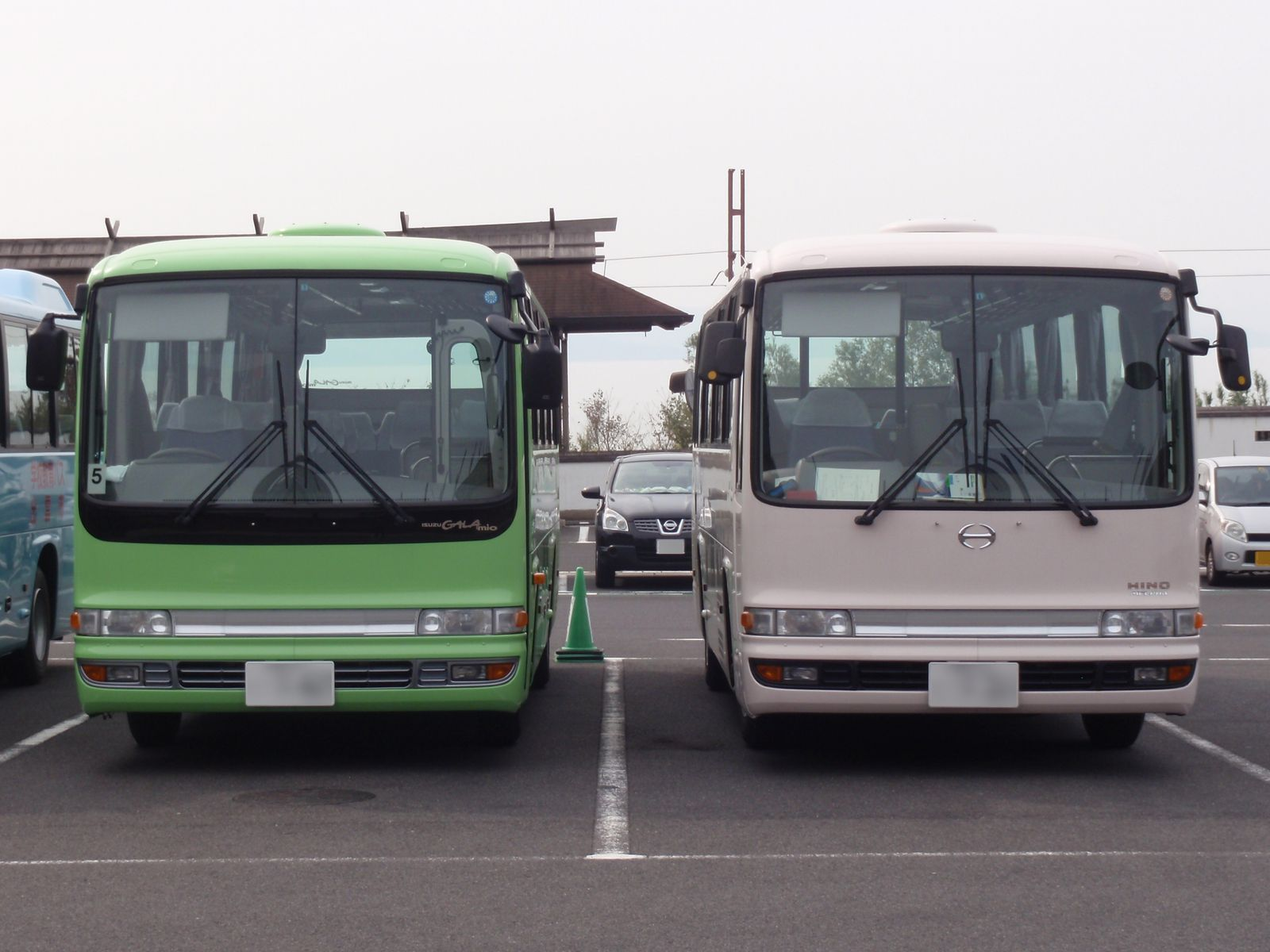
メルファ（右）と並んだいすゞ・ガーラミオ（左）。グリルの色以外の差異はほとんどない

2004年8月24日にメルファ9をマイナーチェンジする形で登場。レインボーHRのマイナーチェンジと同時期に発売された。平成15年排出ガス規制に適合し、超低PM排出ディーゼル車認定制度85%低減レベル（★4つ）を達成した。型式はPB-RR7JJAA。
同時にメルファ7は生産終了し、このモデル以降は単にメルファと名乗るようになった。
メルファ9に設定されていた8.5m車体、FFシフト、ハイデッカー、高出力車、フルオート空調及びサブエンジン式エアコンは廃止。グレードも整理され、車体は9mミドルデッカーに統一された。トランスミッションはパワーシフト6速MTとトルクコンバータ式5速ATが設定された。
エンジンはレインボーHRと同じくMT車がJ07E-TC（225馬力）、AT車がJ07E-TB（220馬力）となった。ちなみにこのエンジンは直列5気筒ターボという珍しいレイアウトであるが、全長が短いためリアエンジンであるバスへの搭載には都合がよく、日産ディーゼル（現：UDトラックス）の中型バス用としても供給された。
グレードはロイヤルサルーンEXに代わりミドルデッカーのロイヤルサルーンが設定され、スタンダードは廃止。デラックスはローバックシートに変更された。
いすゞ自動車とのバス事業統合に伴う生産車種見直しにより、このモデルからいすゞとの統合車種となり、いすゞではガーラミオとして販売されることとなった。またそれに伴いレインボーRJ・RR系が生産終了となったため、同車に設定されていた特装用ベース車が追加された（詳細は日野・レインボー#KK-RJ/RR1J系を参照）。
2004年10月1日、製造会社が日野車体工業からジェイ・バス小松事業所へ移管された。

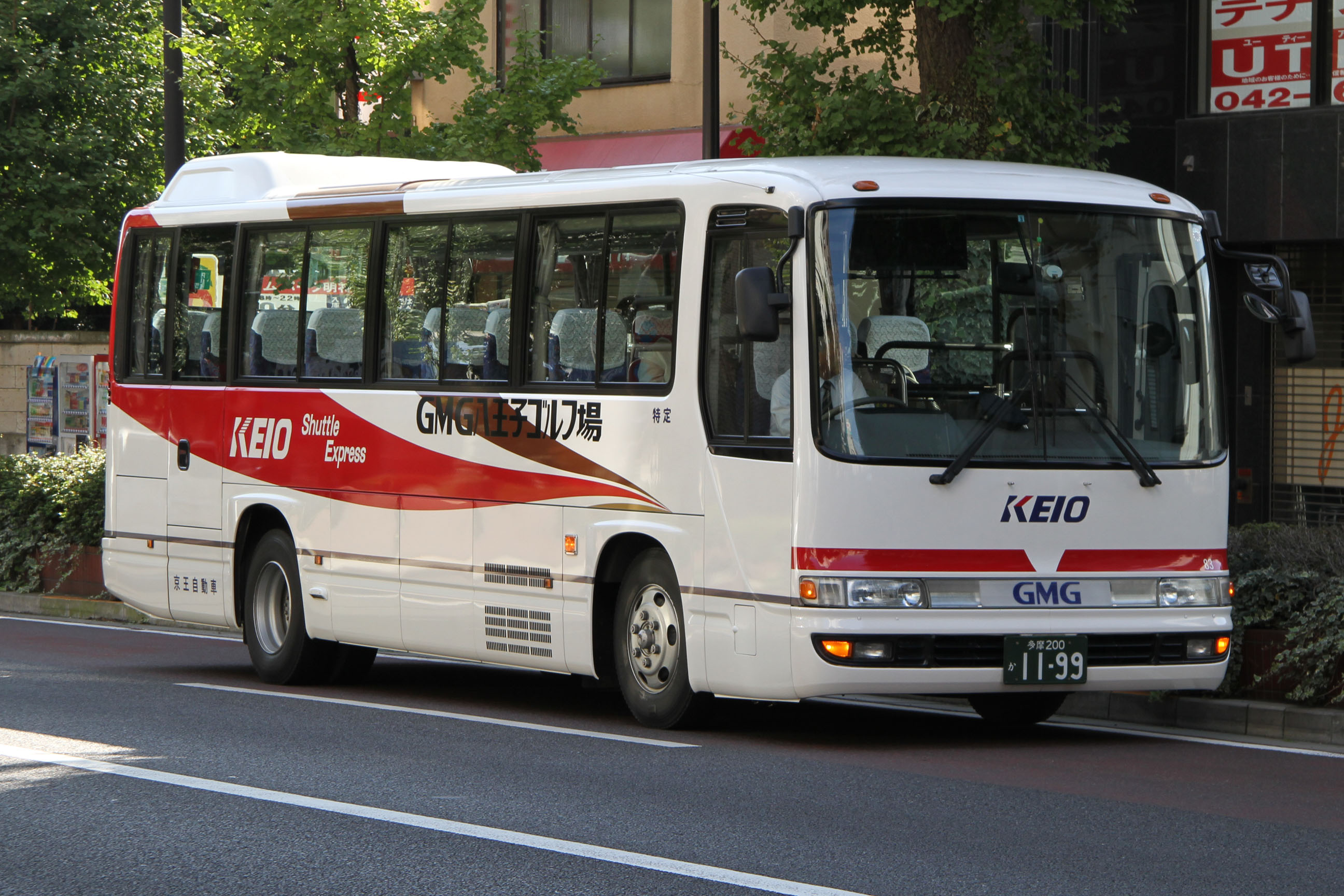
PB-RR7JJAA 京王自動車（ゴルフ場クラブバス）
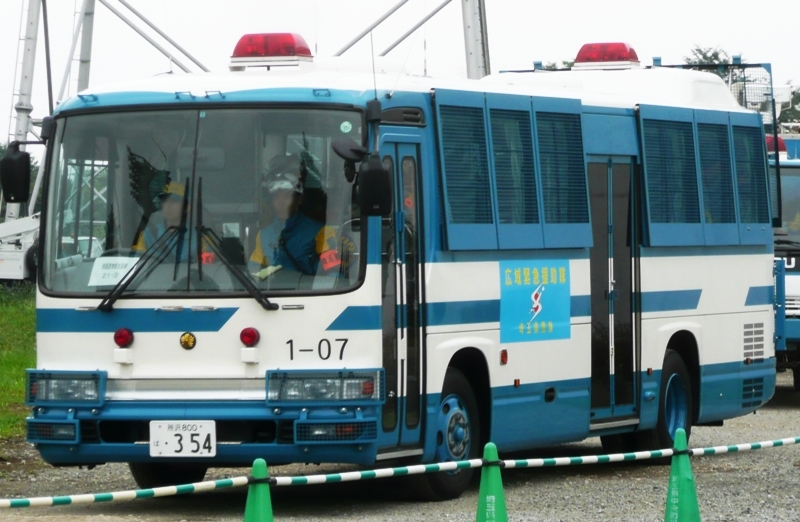
PB-RR7JJAA 埼玉県警察
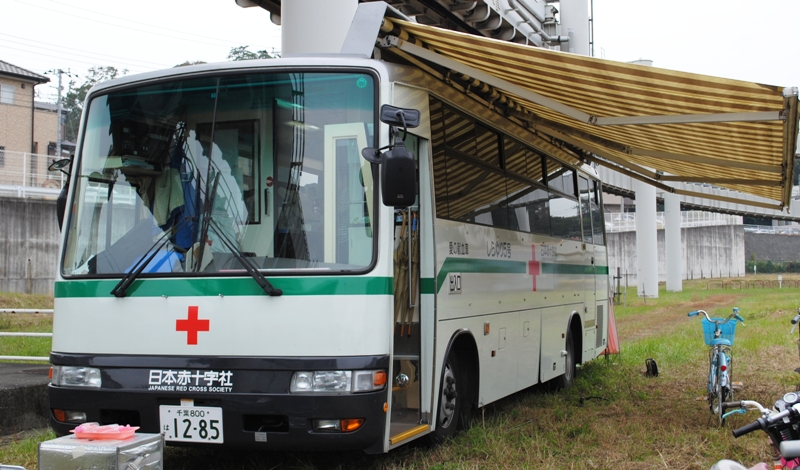
東京特殊車体架装 PB-RR7JJAA 日本赤十字社

### BDG-RR系
2007年6月5日にマイナーチェンジを行い、平成17年排出ガス規制に適合、低排出ガス重量車の認定を受けた。型式はBDG-RR7JJBA。エンジンはMT車がJ07E-TG、AT車がJ07E-TFで出力はPB-代から変更はない。
車名ロゴの表記が変更され、MELPHAよりもHINOの文字の方が大きくなったほか、リアウインドウ下部のHINO表記がHINO MELPHAに変更された。
下級グレードにはスイングドアや1枚ガラス+オーバーラップ式ワイパーなどのオプション設定を拡大した他、全車にリモコンドアオープナーをオプション設定した。

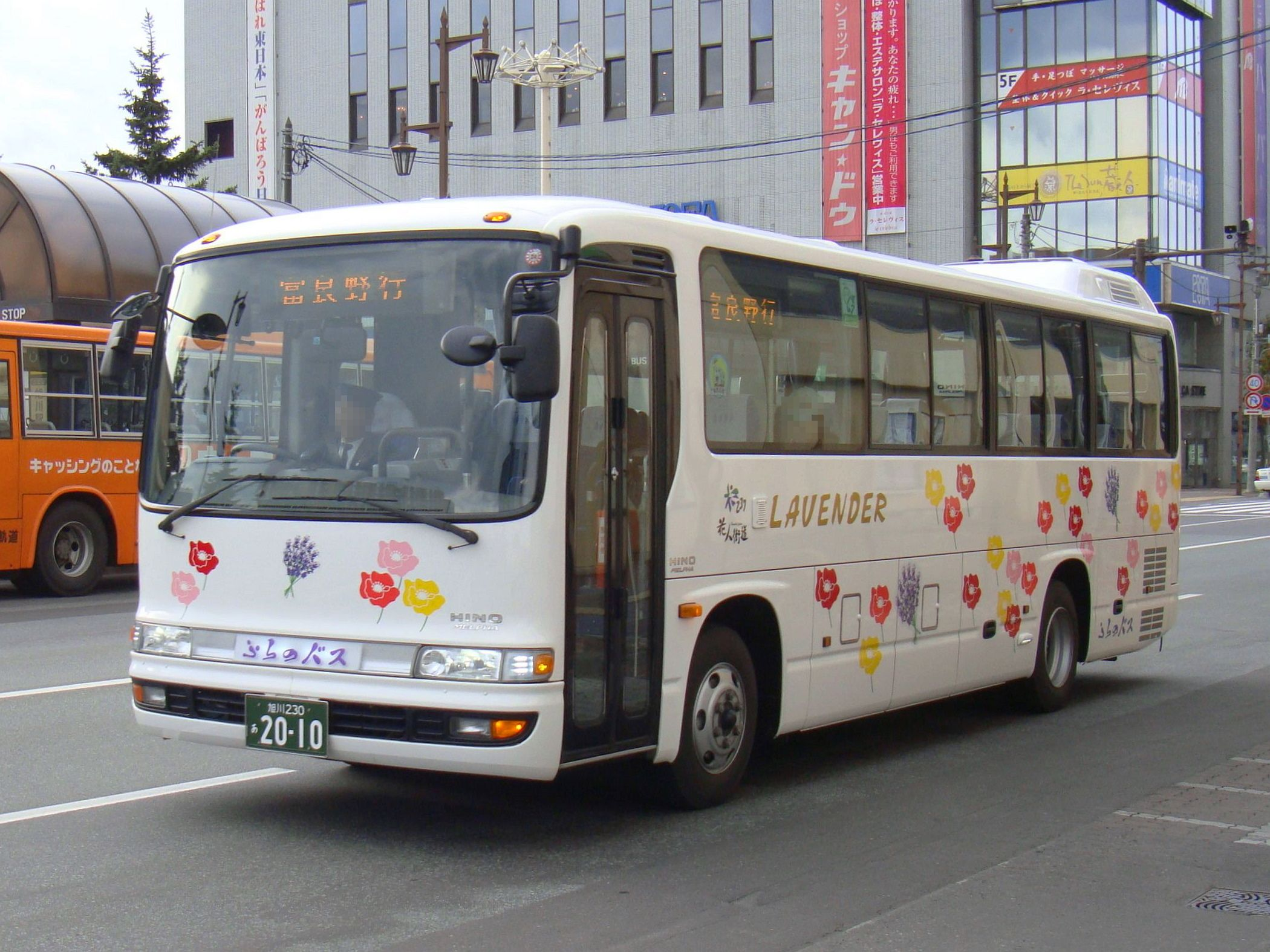
BDG-RR7JJBA ふらのバス（路線バス）
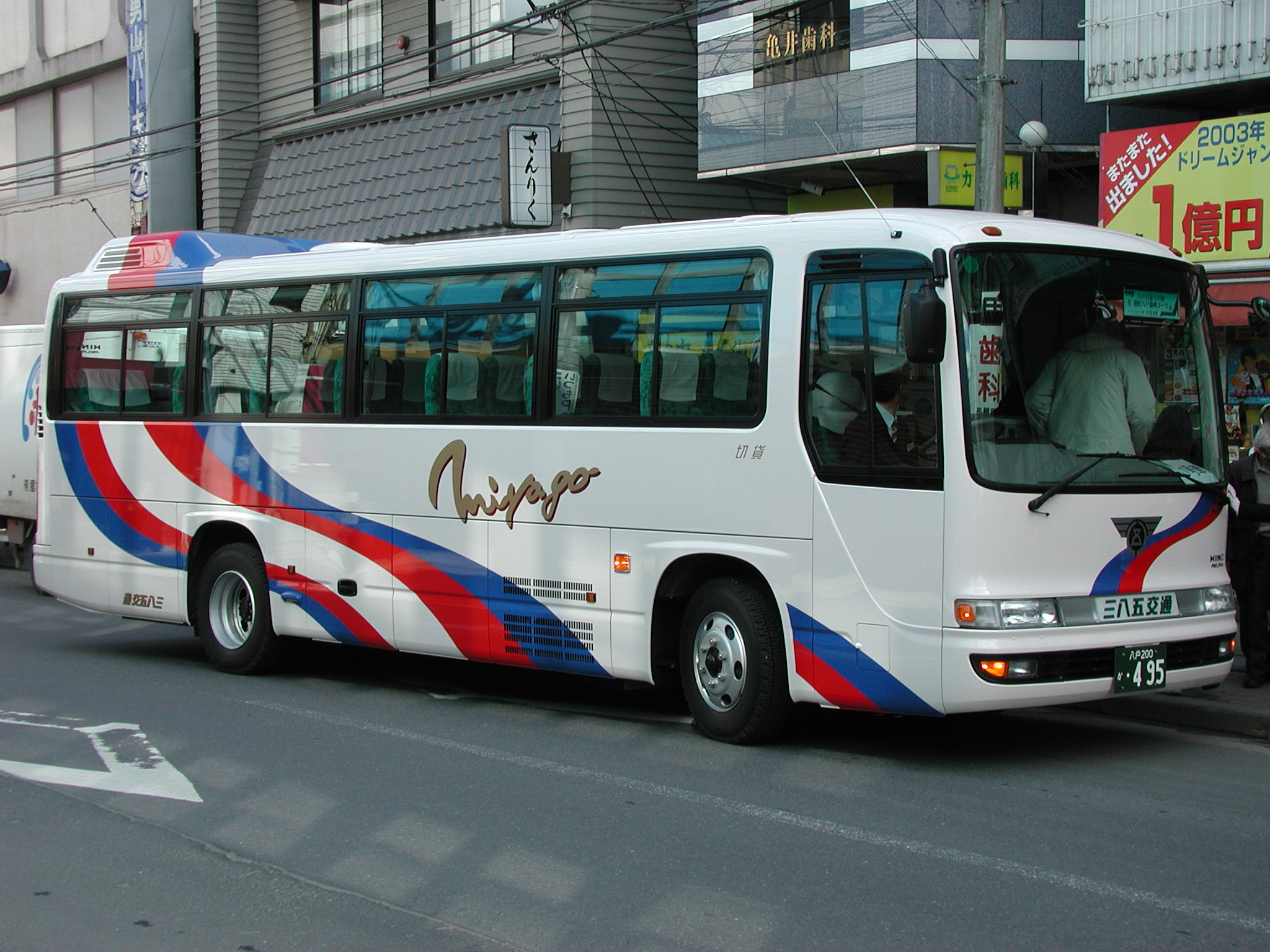
BDG-RR7JJBA 三八五交通

### SDG-RR系
2011年7月19日にマイナーチェンジを行い、エンジンやDPFを改良した上で平成22年排出ガス規制に適合した。型式はSDG-RR7JJCA。
エンジンはMT車がJ07E<J7-VIII>、AT車がJ07E<J7-VII>でMT車のみ出力が230馬力に向上。
日野自動車のクリーンディーゼルシステムである「AIR LOOP」を採用したほか、座席についてもデラックスがハイバックシートになり、スーパーデラックスとデラックスに補助席が標準装備となり、デラックスの座席+立席仕様はオプションとなった。
2012年5月10日には、2012年7月から適用されるシートおよびシートベルトに関する保安基準に適合したマイナーチェンジを実施した。

### 2DG-RR系
2017年7月4日にマイナーチェンジを行い、平成28年排出ガス規制に適合した（7月21日販売開始）。型式は2DG-RR2AJDA。エンジンは直列4気筒のA05C-TH<A5-Ⅷ>型（220ps/81kgf･m）に変更され、DPFに加え尿素SCRシステムが採用された。
トランスミッションは全車に6速AMTの「Pro Shift6」が採用され、6速MT、5速ATは廃止。シフトレバーは、同じPro Shiftを採用するセレガハイデッカーショート（インパネとコラムスイッチとの併用）、ブルーリボンハイブリッド(インパネ上に配置）とは異なり、フロア上に配置される。このほかマルチインフォメーションディスプレイ付き新型メーターと運転席エアバッグが採用された。これにより、国産の大型・中型リアエンジンバスからマニュアルフロアシフトを採用する車種が消滅した。
2021年9月17日にマイナーチェンジ（10月1日販売開始）。今回のマイナーチェンジでは初めてガーラミオよりも遅れての発売となった他（ガーラミオの発売は同年9月29日）、安全性能の強化が図られた。オートヘッドランプ、プリクラッシュセーフティ、車線逸脱警報装置、VSC（車両安定制御装置）、ドライバー異常時対応システム(EDSS)を標準装備した。プリクラッシュセーフティを装着した関係上、前方ナンバープレートの位置が右寄りに変更されている。また、日野のICTサービスである「HINO CONNECT」にも対応している。
また、デラックス(自家用/送迎仕様)のワイパー向きはポンチョと同じく横向きとなった。
2022年8月2日にエンジン不正問題に伴う国土交通省の指導により出荷を停止した。

### ラインナップ
|                                | 日野・メルファ     | いすゞ・ガーラミオ |
| ------------------------------ | ------------------ | ------------------ |
| 観光用                         | ロイヤルサルーン   | M-III              |
| 自家用（リクライニングシート） | スーパーデラックス | M-II               |
| 自家用（固定シート）           | デラックス         | M-I                |

※他にもガーラミオと共通で、特装用ベース車も設定されている。

## メルファ プラグインハイブリッド
2013年10月1日にプラグインハイブリッド車のメルファプラグインハイブリッドを開発、翌11月の東京モーターショーで公開された。ホイールベース部分に175kWの電動機と40kWhのリチウムイオン二次電池を搭載、市街地や低速走行時は電気自動車として、高速・高負荷走行時やバッテリー残量が少ない場合はディーゼルエンジンを併用してハイブリッド車として走行する。搭載するエンジンはベースとなったディーゼル車と同じJ07E型エンジンで、充電は交流200ボルトの普通充電とCHAdeMO方式の急速充電に対応、災害時の移動電源車としての機能も備える。軽油または電気が供給できれば走行可能なため移動電源車として災害支援に活用でき、山間部や災害で損傷した道路でも走破性を確保するためツーステップとした。
開発の契機となったのは東日本大震災で、日野自動車では開発にあたり被災地4県（岩手県・宮城県・福島県・茨城県）で実証実験を行い、自治体関係者などの要望も開発に採り入れた。平常時は学校の統廃合によるスクールバスや交通空白地域のコミュニティバスなどとして使用し、災害時は電源供給車として支援に活用することを想定した設計となっている。
2015年に市販され、市販バスでは初のプラグインハイブリッド車となった。型式はSDG-RR7JJCA改。価格は約6500万円。限定生産車として販売する。公益社団法人自動車技術会による「日本の自動車技術330選」にも選定された。
翌2016年（平成27年度）に国土交通省「地域交通グリーン化事業」公募による補助金を受け、平成エンタープライズと東京都西多摩郡瑞穂町にある総合観光が各1台を購入した。前者はイオンモール春日部から春日部駅および南桜井駅行きの路線バスとして2020年まで運行、後者はスクールバスとして運行される。なお、プラグインハイブリッド車が路線バスとして定期運行されるのは全国初となる。

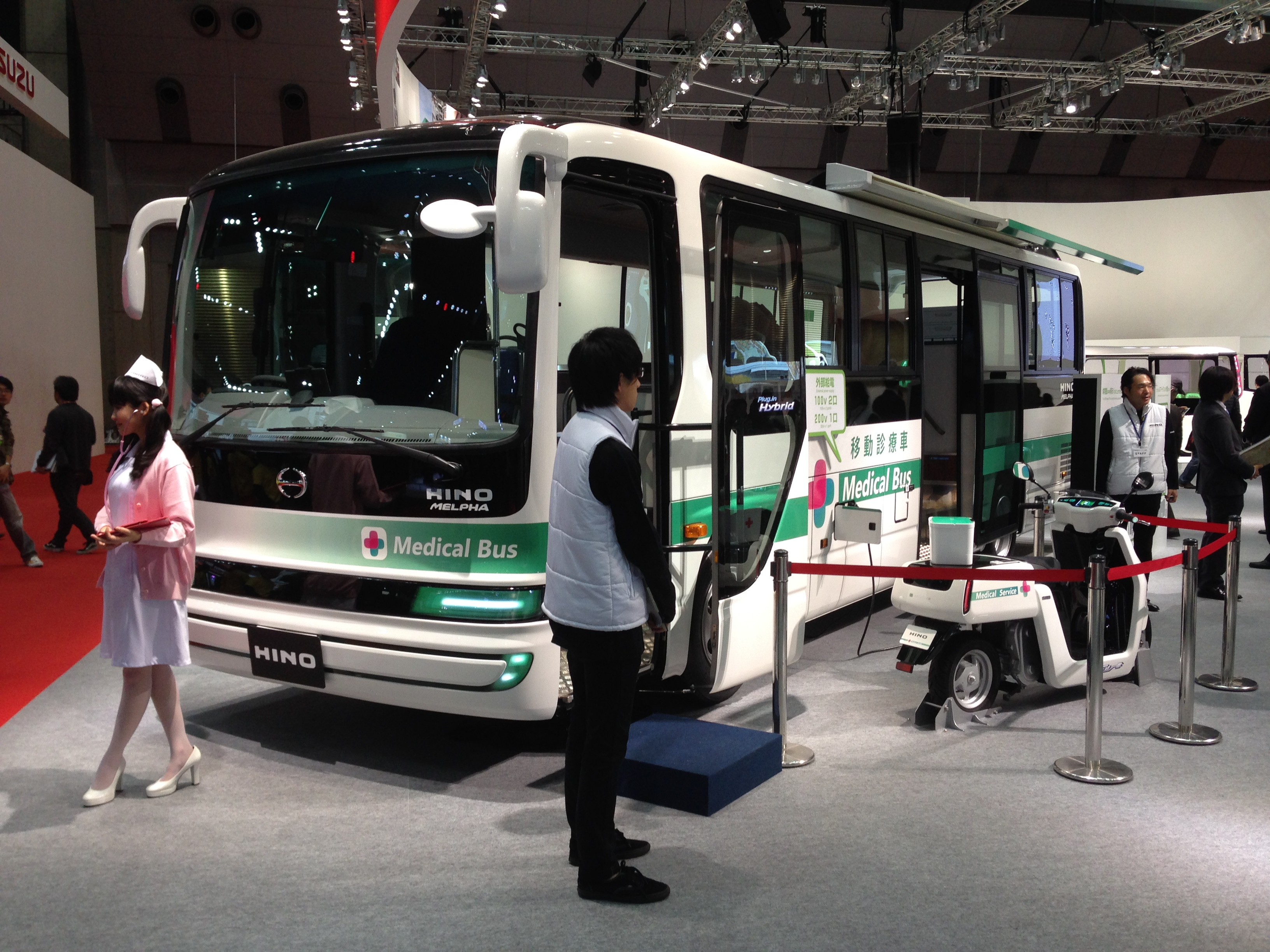
移動診療車 東京モーターショー2013展示車
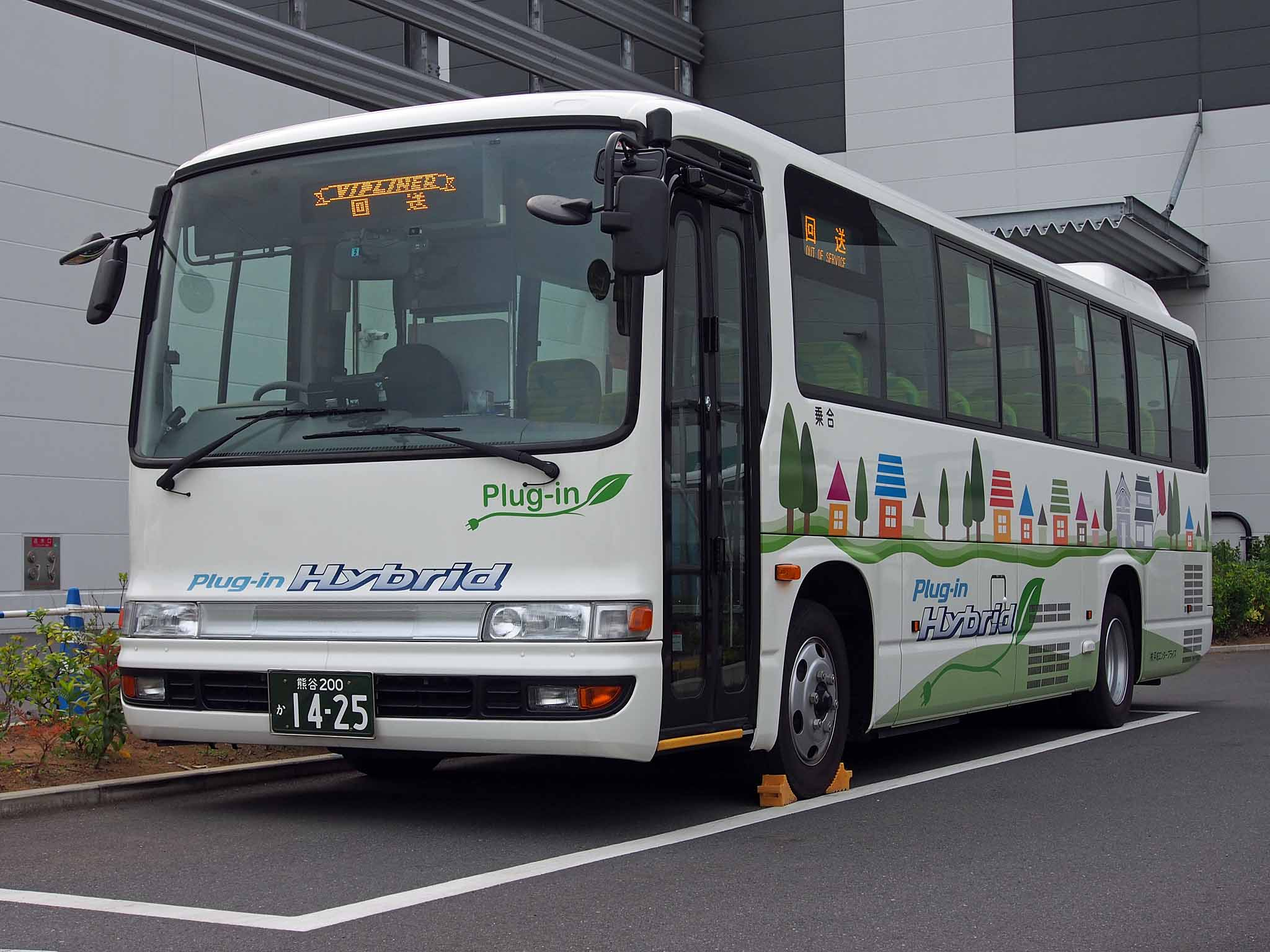
SDG-RR7JJCA改 平成エンタープライズ （路線バス）
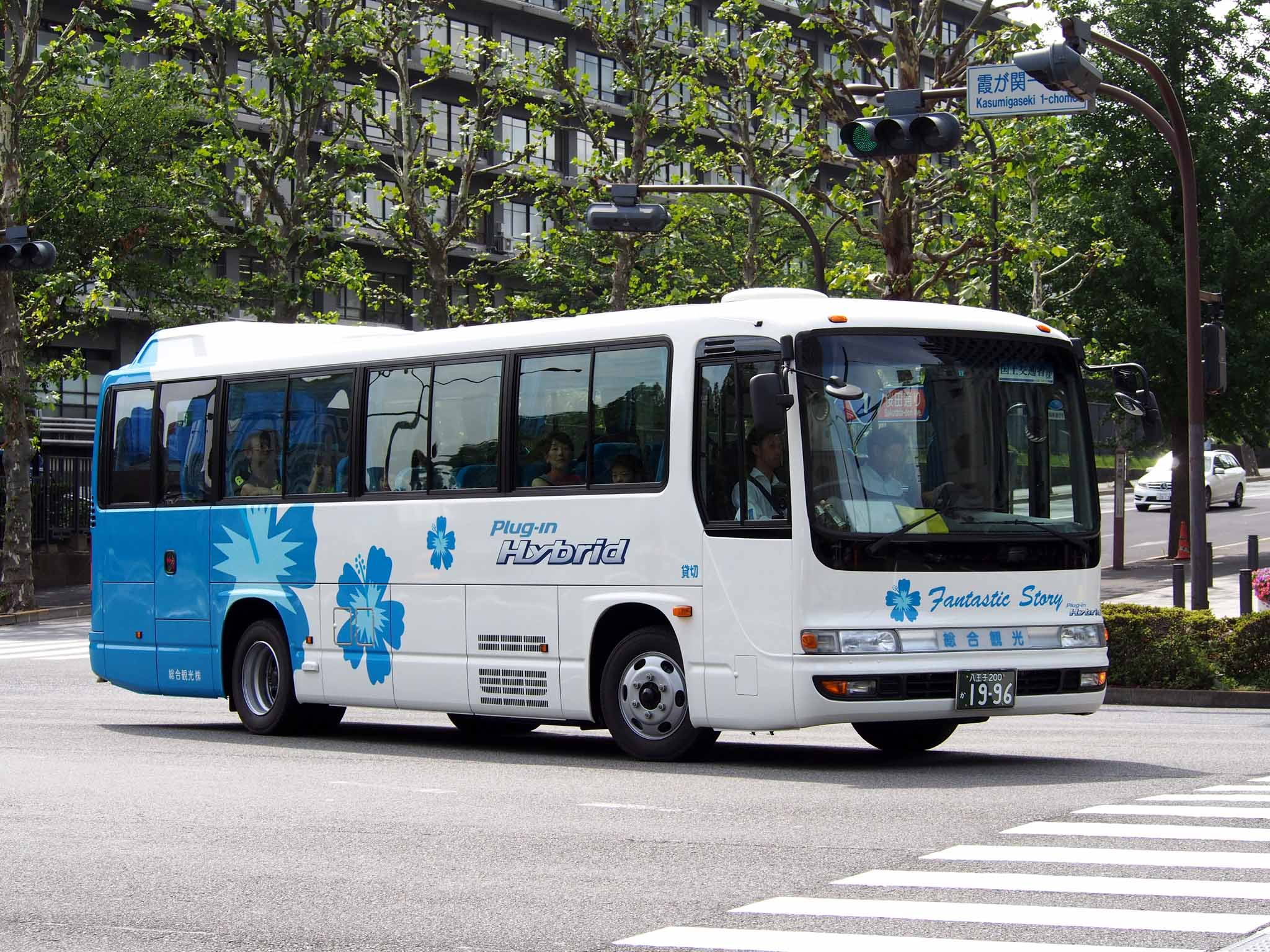
SDG-RR7JJCA改 総合観光 （スクールバス）